# Vrana Konti
Vrana Konti (?-1458) was een Albanese militair die als leider fungeerde bij de Liga van Lezhë gedurende de Albanees-Ottomaanse Oorlog. Hij was een van de voornaamste compagnons van Skanderbeg en stond bekend als een belangrijke schakel waardoor hij hoge aanzien kende als legercommandant.

## Biografie

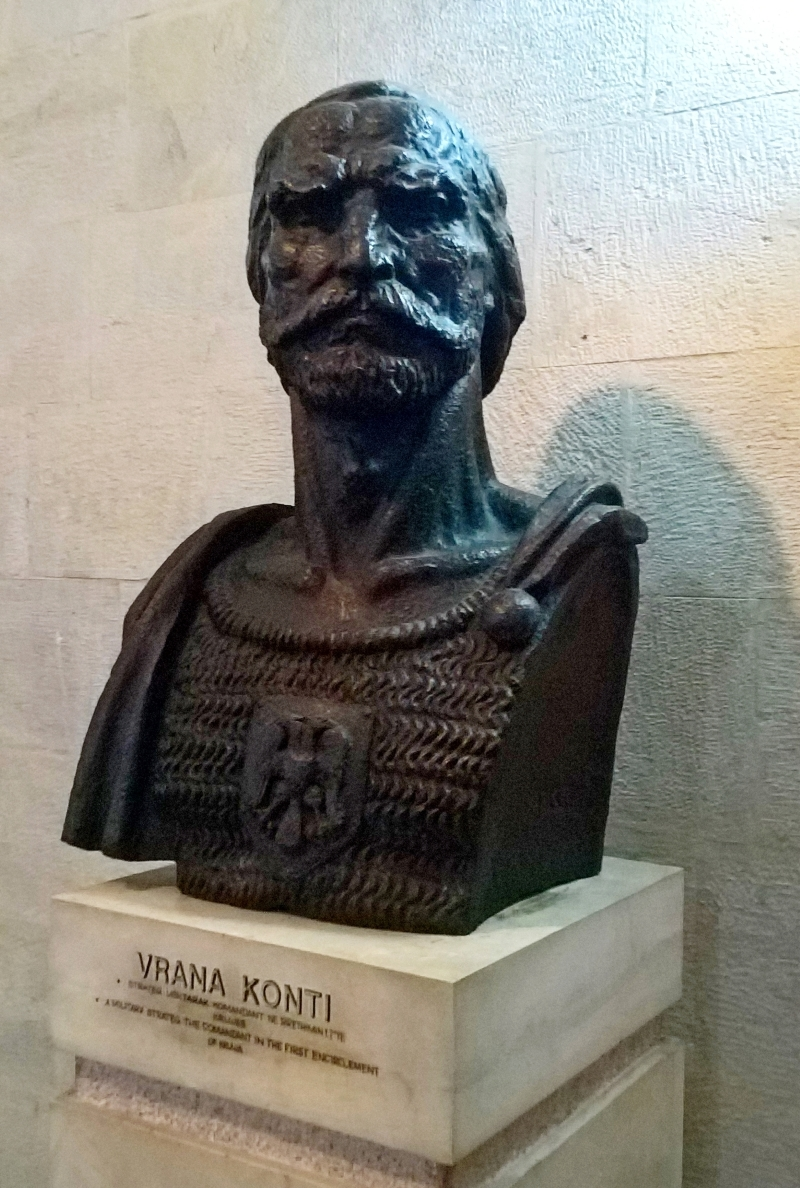
Borstbeeld van Vrana Konti.

Konti, zo'n 2 meter lang, stamde af uit het zelfde gebied als de Kastrioti-dynastie en werd beschreven als een sterke militair. In zijn jongere jaren vocht hij onder anderen tegen de troepen van Alfons V van Aragón tijdens de invasie van het Koninkrijk Napels in Albanië.
Konti's enige kind, zoon Brana, trouwde met een lid van de Albanese adellijke Muzaka familie.

## Liga van Lezhë

In 1444 brachten de Albanese vorsten een leger op de been om het Ottomaanse Rijk te verslaan. Hun vorstendommen verenigden zij tot één staat, de Liga van Lezhë. Vrana Konti, een bekende van de Kastrioti dynastie, voegde zich hier bij en werd de rechterhand van de vooraanstaande leider Skanderbeg.
Konti fungeerde als leidend figuur van de Albanese troepen, die maximaal 15.000 soldaten telden, in verschillende veldslagen. Overwinningen onder zijn leiding waren onder anderen het Beleg van Krujë en de Slag bij Berat. Konti stierf in 1458. Zijn dood was een groot verlies voor Skanderbeg, die zijn belangrijkste compagnon verloor en een groot gemis voor het Albanese leger. De Albanese rebellie tegen de Ottomanen was echter nog jaren succesvol tot in 1468 ook Skanderbeg stierf, sindsdien verzwakte het Albanese leger. Onder prins Lekë Dukagjini werd de Albanese Liga verslagen door het Ottomaanse Rijk in 1479. Albanië zou in dat jaar geannexeerd worden door de Ottomanen.